# Konstantin Ushakov
Konstantin Anatolyevich Ushakov (em russo:  Константин Анатольевич Ушаков; Omsk, 24 de março de 1970) é um ex-jogador de voleibol da Rússia que competiu pela Equipe Unificada nas Olimpíadas de 1992 e pela seleção russa nos Jogos Olímpicos de 1996, 2000 e 2004.
Em 1992, ele participou de oito jogos e terminou na sétima colocação com a equipe unificada na competição olímpica. Quatro anos depois, Ushakov esteve na primeira participação da seleção russa em Olimpíadas, jogando em seis confrontos e finalizando na quarta posição no campeonato olímpico. Nos jogos de Sydney 2000, ele atuou em oito partidas e conquistou a medalha de prata com o time russo no torneio olímpico. Em sua última participação em Olimpíadas, Konstantin jogou em quatro partidas e ganhou a medalha de bronze com o conjunto russo no campeonato olímpico de Atenas 2004.